# 住友化学システムサービス
住友化学システムサービス株式会社（すみともかがくシステムサービス、英文社名 SUMITOMO　CHEMICAL　SYSTEMS　SERVICE）は、大阪府大阪市中央区及び東京都中央区に本社を置く企業であり、住友化学、住友化学グループ各社のシステム構築を担うグループ唯一の情報システム会社である。160社以上の巨大企業群に対し、ITによるトータルソリューションを行っている。

## 沿革
- 1989年
  - 住友化学(株)のシステム部を母体に当社設立
  - 大阪府豊中市に大阪本社開設

- 1993年
  - 住化インフォテックと合併
  - 愛媛県新居浜市新田町に愛媛事業所開設

- 1997年
  - 東京都中央区新川 住友化学(株)東京本社内に東京事業所開設

- 1999年
  - 大阪市此花区春日出中 住友化学(株)大阪工場内に春日出事業所開設
  - 大分県大分市大字鶴崎 住友化学(株)大分工場内に大分事業所開設

- 2002年
  - 東京本社、大阪本社の2本社制の開始

- 2006年
  - 千葉県市原市姉崎海岸 住友化学(株)千葉工場内に千葉事業所開設
  - 大阪市中央区道修町に大阪本社移転

- 2013年
  - 東京都中央区日本橋小網町に東京本社移転

## 事業内容
- システムコンサルティング

（システム化企画・提案、業務分析）
- システムインテグレーション

（情報システムの分析、設計、開発、移行、運用、保守）
- システムオペレーション

（ハードウェア、ネットワークの運用管理に関する総合サービス）
- 通信技術との融合によるEビジネスシステムの開発・運用
- グループウェア・サービス
- コンピュータおよび関連機器の販売、調達
- スマートオフィスの提案
- 情報システムの利用に関する教育・訓練サービス